# Smash Into Pieces
Smash Into Pieces é uma band de hard rock formada em 2008 por Benjamin "Banjo" Jennebo em Örebro, na Suécia. Em 2012, firmam contrato com a Gain/Sony Music e pouco depois são nomeados como o grupo revelação pela "Bandit Rock Awards". Seu álbum de estreia "Unbreakable" foi lançado em 10 de abril de 2013. Em 2014 a banda fez sua primeira turnê pela Europa, a "The Invincible Tour", em conjunto com Amaranthe e Deals Death. No início de 2015 lançou seu segundo álbum, intitulado "The Apocalypse DJ".

## Integrantes
- Chris Adam Hedman Sörbye – vocalista
- "Scream" Benjamin Jennebo – guitarra
- Per Bergquist – guitarra
- Viktor Vidlund – baixo
- Isak Snow – bateria

## Discografia
Álbuns de estúdio
- 2013 – Unbreakable
- 2015 – The Apocalypse DJ
- 2017 – Rise and Shine
- 2018 – Evolver
- 2020 - Arcadia
- 2021 - A new horizon

Singles
- 2009 – "Fading"
- 2012 – "I Want You To Know"
- 2013 – "Colder"
- 2013 – "A Friend Like You"
- 2013 – "Unbreakable"
- 2014 – "Disaster Highway"
- 2015 – "Checkmate"
- 2017 – "Yolo"
- 2018 – "Boomerang"
- 2018 – "Supertar in Me"
- 2019 – "Human"
- 2019 – "Arcadia"
- 2019 – "Ego"
- 2020 – "Mad World"
- 2020 - "Godsent & All Eyes On You"

## Galeria

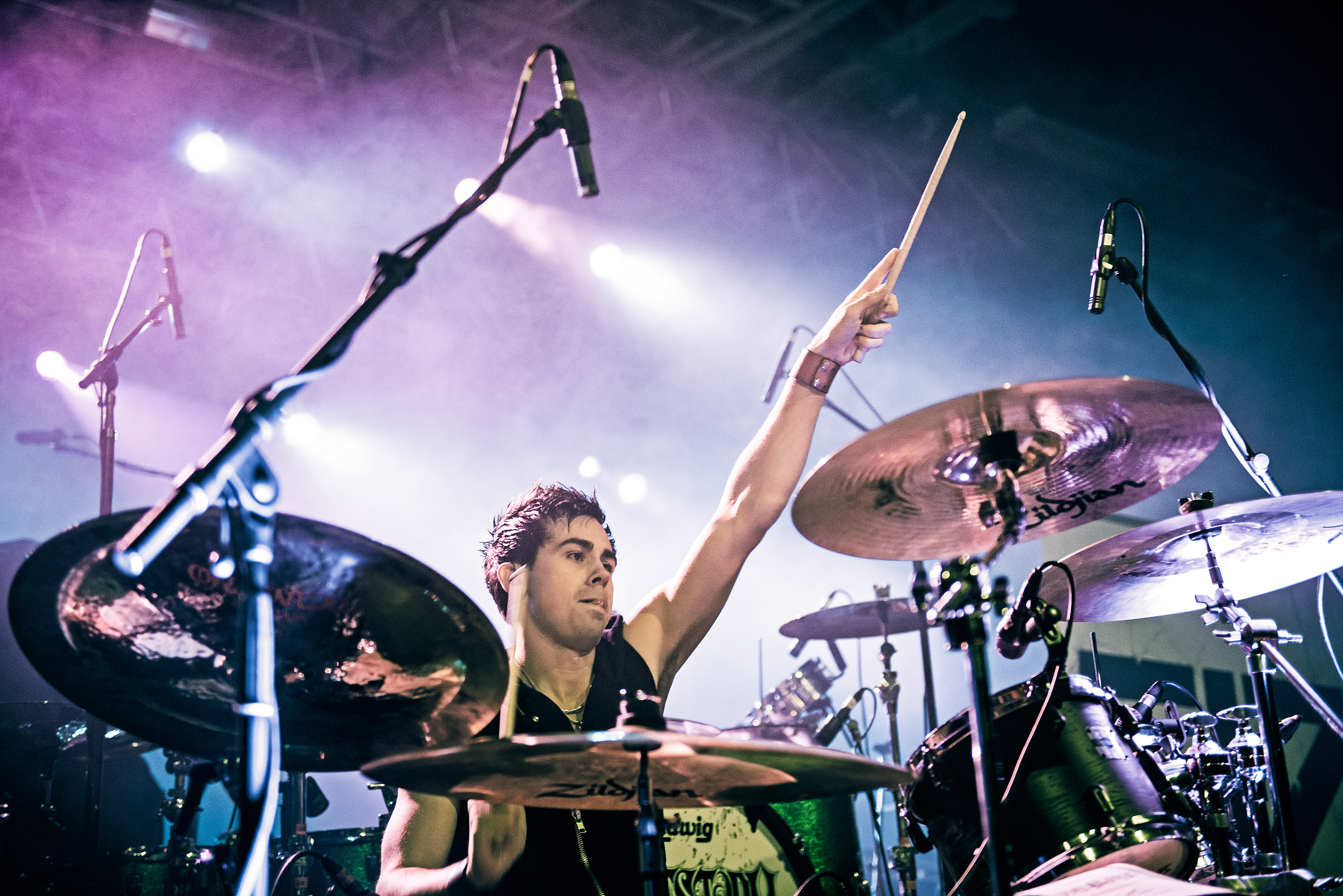
Isak Snow – Alter Bridge / Halestorm 2013
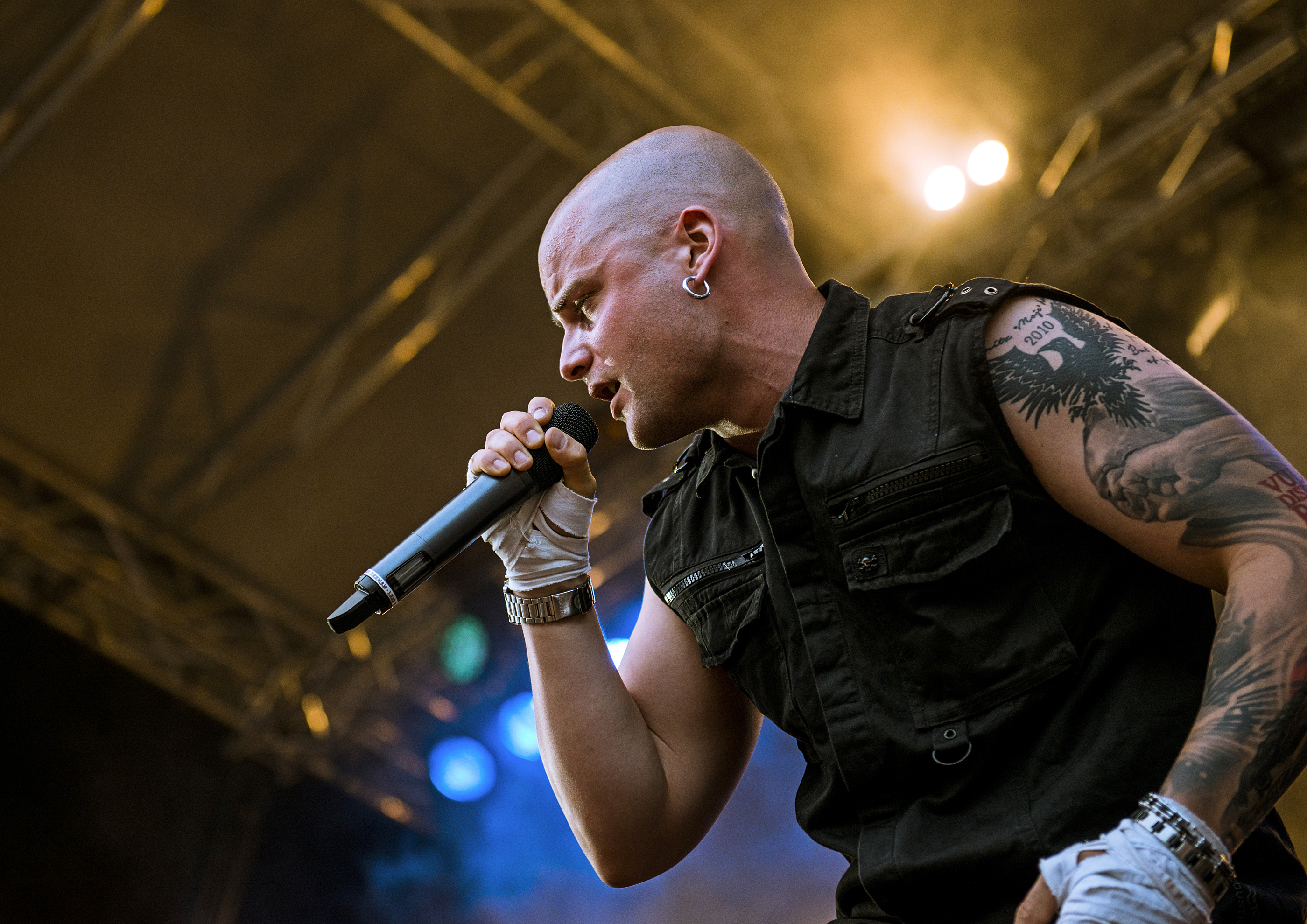
Christ Adam Hedman Sörbye – Rockviken 2014
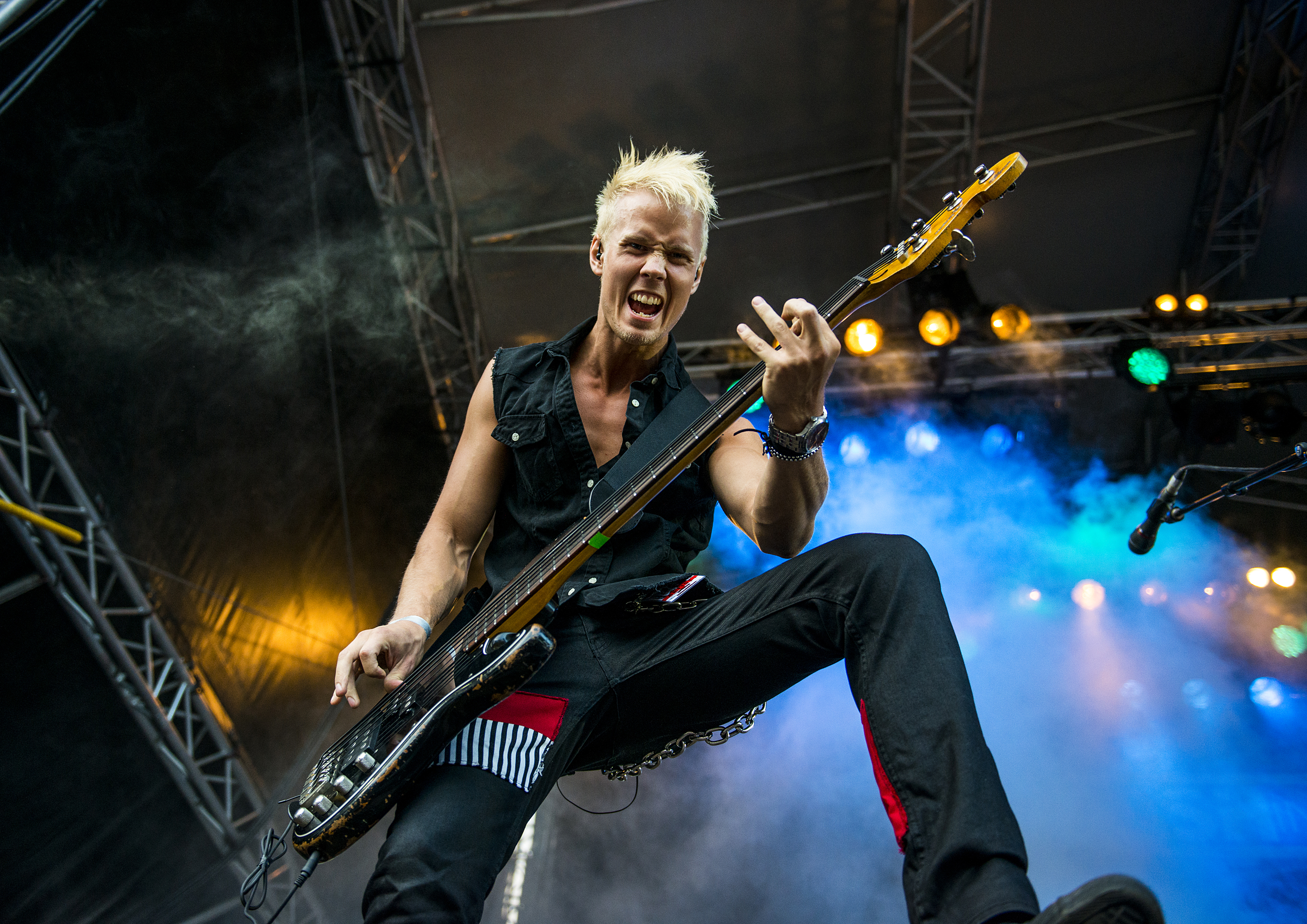
Viktor Vidlund – Rockviken 2014
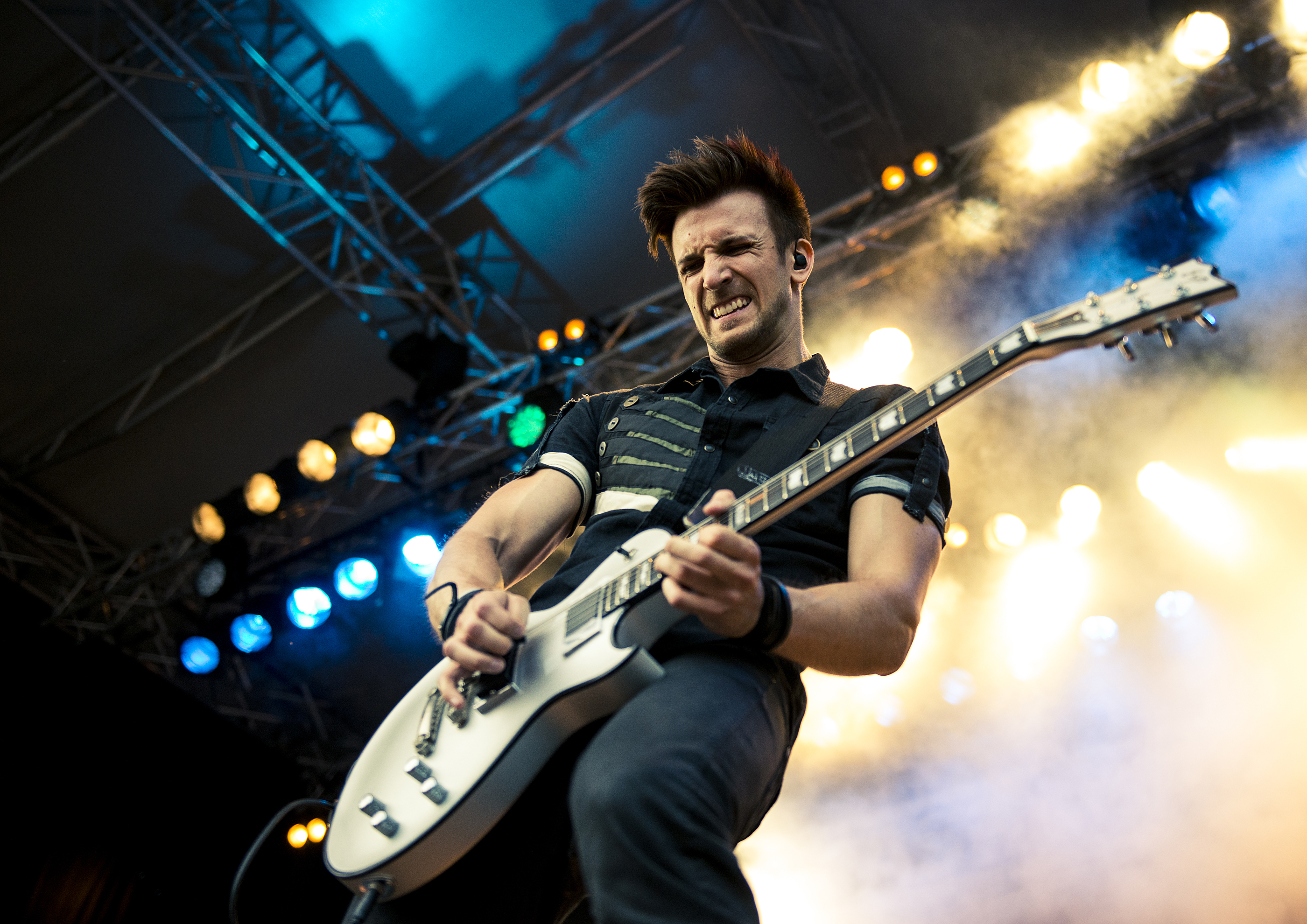
Per Bergqvist – Rockviken 2014
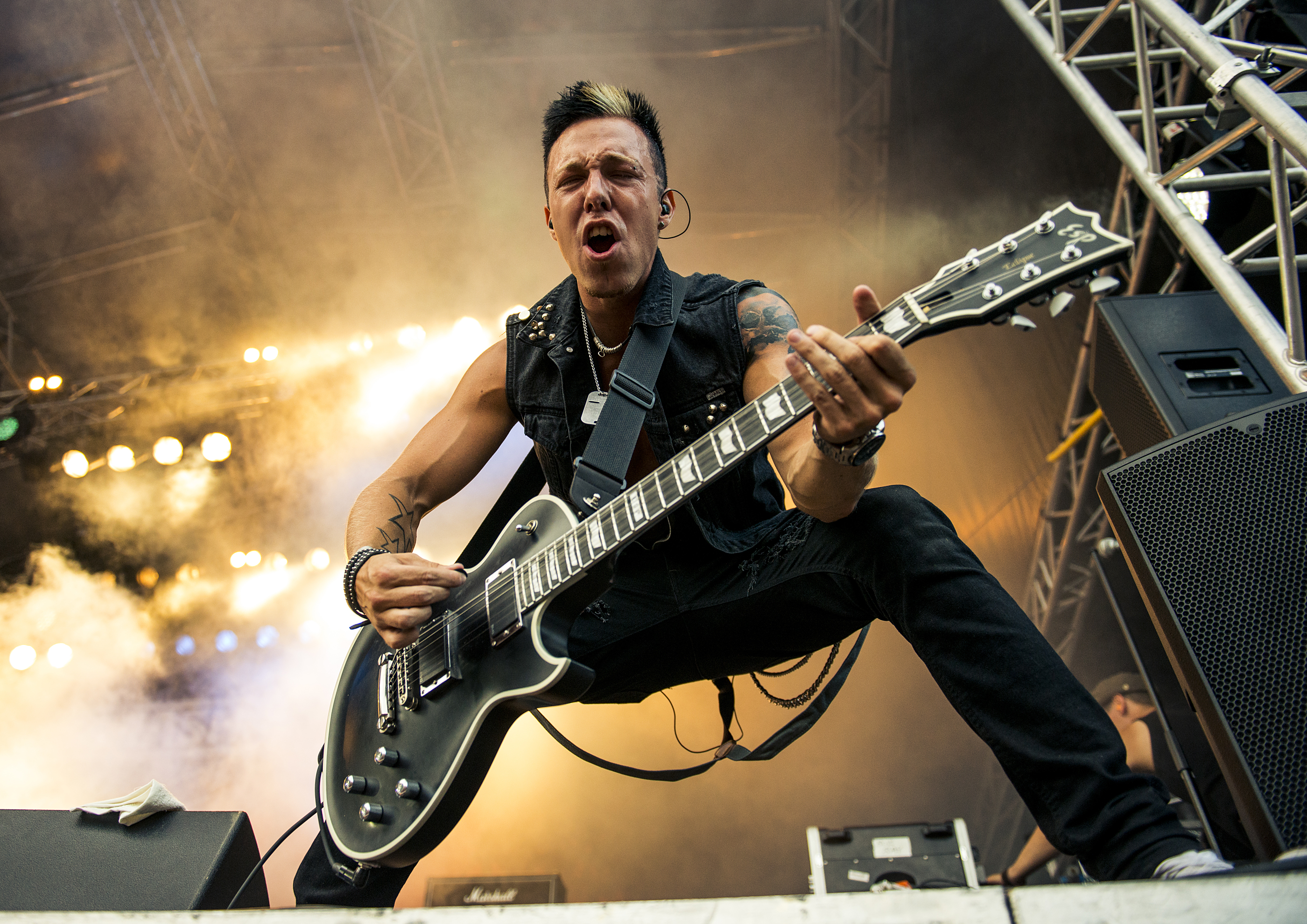
Benjamin Jennebo – Rockviken 2014